# يو إف سي ليلة القتال: أوليفيرا ضد فيزيف
يو إف سي ليلة القتال: أوليفيرا ضد فيزيف (بالإنجليزية: UFC Fight Night: Oliveira vs. Fiziev) (المعروف أيضًا باسم يو إف سي ليلة القتال 261) هو حدث قادم لفنون القتال المختلطة ستُنظمته يو إف سي، وسيُقام في 11 أكتوبر 2025، على فارماسي أرينا في ريو دي جانيرو، البرازيل.

## الخلفية
سيمثل هذا الحدث الزيارة الثالثة عشرة للمنظمة إلى ريو دي جانيرو، والأولى منذ حدث يو إف سي 301 في مايو 2024، وأول ليلة قتال تستضيفها المدينة منذ حدث يو إف سي ليلة القتال: مايا ضد لافلار في مايو 2015.
من المقرر أن يُقام نزال في الوزن الخفيف بين بطل يو إف سي للوزن الخفيف السابق تشارلز أوليفيرا ورافائيل فيزيف في الحدث.